# Julien Jurdie
Julien Jurdie, né le 26 février 1973 à Saint-Étienne, est un coureur cycliste et directeur sportif français. 
Coureur amateur de première catégorie de 1992 à 1999, il devient directeur sportif en 2000 dans l'équipe amateur VC Lyon-Vaulx-en-Velin. 
En 2004 et 2005, il dirige l'équipe professionnelle RAGT Semences. 
Il exerce cette fonction depuis 2006 au sein de l'équipe AG2R La Mondiale ou il connaît des résultats notables en tant que directeur sportif de Jean-Christophe Péraud et Romain Bardet.
Il est présent sur le Tour de France en tant que directeur sportif depuis 2004. 
Il est l'un des protagonistes les plus importants de la série « Tour de France : au cœur du peloton », diffusée sur Netflix.

## Clubs (en tant que coureur)
- 1986-? : Saint-Chamond
- 1992-1994 : Pélussin
- 1995 : CR4C Roanne
- 1996-1999 : VC Lyon-Vaulx-en-Velin

## Palmarès
- 1994
  - Prix de Fontannes
  - Tour Loire Pilat
- 1995
  - 3e du Circuit des Quatre Cantons
- 1999
  - Prix de Vence
  - 2e du Tour Loire Pilat

## Distinctions individuelles
- Chevalier de l'ordre national du Mérite (décret du 31 décembre 2020)[4]